# ITF Women's Circuit ottobre-dicembre 2012
L'ITF Women's Circuit 2012 è una serie di tornei gestita dall'organo internazionale del tennis, l'ITF. Lo scopo di questi tornei è quello di permettere, in particolare alle giovani tenniste, di migliorare la loro classifica per giocare in tornei più importanti. L'ITF Women's Circuit comprende tornei che hanno montepremi che vanno dai 10.000 ai 100.000 dollari.

## Legenda
| Torneo da $100.000 |
| Torneo da $75.000  |
| Torneo da $50.000  |
| Torneo da $25.000  |
| Torneo da $10.000  |

## Ottobre
| Settimana  | Torneo | Vincitori                                                         | Finalisti                                         | Semifinalisti                                  | Eliminati ai quarti                                                                |
| ---------- | --- | ----------------------------------------------------------------- | ------------------------------------------------- | ---------------------------------------------- | ---------------------------------------------------------------------------------- |
| 1º ottobre | Cliffs Esperance Tennis International 2012 Esperance, Australia Cemento $25,000 Singolare – Doppio                   | Olivia Rogowska 6–0, 6–3                                          | Ashleigh Barty                                    | Miyabi Inoue Alizé Lim                         | Azra Hadzic Zuzana Zlochová Victoria Larrière Lee Hua-chen                         |
| 1º ottobre | Cliffs Esperance Tennis International 2012 Esperance, Australia Cemento $25,000 Singolare – Doppio                   | Ashleigh Barty Sally Peers 4–6, 7–6(5), [10–4]                    | Victoria Larrière Olivia Rogowska                 | Miyabi Inoue Alizé Lim                         | Azra Hadzic Zuzana Zlochová Victoria Larrière Lee Hua-chen                         |
| 1º ottobre | Gainesville Tennis Classic 2012 Gainesville, USA Terra rossa $10,000 Singolare – Doppio                              | María Fernanda Álvarez Terán 2–6, 6–0, 7–5                        | Maria Fernanda Alves                              | Indy de Vroome Yana Koroleva                   | Yuuki Tanaka Jamie Loeb Mari Osaka Anastasia Kharchenko                            |
| 1º ottobre | Gainesville Tennis Classic 2012 Gainesville, USA Terra rossa $10,000 Singolare – Doppio                              | María Fernanda Álvarez Terán Angelina Gabueva 7–6(4), 5–7, [10–7] | Kristi Boxx Keri Wong                             | Indy de Vroome Yana Koroleva                   | Yuuki Tanaka Jamie Loeb Mari Osaka Anastasia Kharchenko                            |
| 1º ottobre | GD Tennis Academy 22 2012 Antalya, Turchia Terra rossa $10,000 Singolare – Doppio                                    | Katerina Vanková 4–6, 6–4, 6–0                                    | Elizaveta Ianchuk                                 | Maša Zec-Peškiric Julija Samuseva              | Lena-Marie Hofmann Katharina Lehnert Anaïs Laurendon Diana Buzean                  |
| 1º ottobre | GD Tennis Academy 22 2012 Antalya, Turchia Terra rossa $10,000 Singolare – Doppio                                    | Elizaveta Ianchuk Sviatlana Pirazhenka 7–6(0), 2–6, [10–7]        | Anaïs Laurendon Katerina Vanková                  | Maša Zec-Peškiric Julija Samuseva              | Lena-Marie Hofmann Katharina Lehnert Anaïs Laurendon Diana Buzean                  |
| 1º ottobre | Bidar Open 2012 Bidar, India Cemento $10,000 Singolare – Doppio                                                      | Chan Wing-yau 6–2, 6–3                                            | Yumi Miyazaki                                     | Ankita Raina Prarthana Thombare                | Nidhi Chilumula Varunya Wongteanchai Kim Ju-eun Nungnadda Wannasuk                 |
| 1º ottobre | Bidar Open 2012 Bidar, India Cemento $10,000 Singolare – Doppio                                                      | Oleksandra Korashvili Rishika Sunkara 6–4, 7–5                    | Nungnadda Wannasuk Zhang Nannan                   | Ankita Raina Prarthana Thombare                | Nidhi Chilumula Varunya Wongteanchai Kim Ju-eun Nungnadda Wannasuk                 |
| 1º ottobre | Jolie Ville Golf Women's 6 2012 Sharm el-Sheikh, Egitto Cemento $10,000 Singolare – Doppio                           | Ivana Jorović 6–4, 6–2                                            | Jasmin Steinherr                                  | Lu Jiajing Sherazad Benamar                    | Lіdzіja Marozava Ganna Piven Nicolette van Uitert Tina Schiechtl                   |
| 1º ottobre | Jolie Ville Golf Women's 6 2012 Sharm el-Sheikh, Egitto Cemento $10,000 Singolare – Doppio                           | Kim Kilsdonk Nicolette van Uitert 4–6, 6–4, [10–3]                | Lu Jia Xiang Lu Jiajing                           | Lu Jiajing Sherazad Benamar                    | Lіdzіja Marozava Ganna Piven Nicolette van Uitert Tina Schiechtl                   |
| 1º ottobre | Kalamata Open 2012 Calamata, Grecia Cemento $10,000 Singolare – Doppio                                               | Lara Michel 7–6(4), 0–6, 6–0                                      | Kathinka von Deichmann                            | Francesca Palmigiano Lisanne van Riet          | Paulina Czarnik Josephine Boualem Huỳnh Phương Đài Trang Amy Bowtell               |
| 1º ottobre | Kalamata Open 2012 Calamata, Grecia Cemento $10,000 Singolare – Doppio                                               | Huỳnh Phương Đài Trang Keren Shlomo 3–6, 6–2, [12–10]             | Stefanie Stemmer Kathinka von Deichmann           | Francesca Palmigiano Lisanne van Riet          | Paulina Czarnik Josephine Boualem Huỳnh Phương Đài Trang Amy Bowtell               |
| 1º ottobre | Salona Open 2012 Salona, Croazia Terra rossa $10,000 Singolare – Doppio                                              | Ana Savić 5–7, 6–2, 7–5                                           | Bernarda Pera                                     | Adrijana Lekaj Polona Rebersak                 | Dea Herdželaš Anja Prislan Ágnes Butka Chantal Škamlová                            |
| 1º ottobre | Salona Open 2012 Salona, Croazia Terra rossa $10,000 Singolare – Doppio                                              | Lenka Juríková Chantal Škamlová 7–5, 6–4                          | Denisa Allertová Michaela Boev                    | Adrijana Lekaj Polona Rebersak                 | Dea Herdželaš Anja Prislan Ágnes Butka Chantal Škamlová                            |
| 8 ottobre  | ITF Women's Circuit Suzhou 2012 Suzhou, Cina Cemento $100,000 Singolare – Doppio                                     | Hsieh Su-wei 6–2, 6–2                                             | Duan Yingying                                     | Donna Vekić Peng Shuai                         | Sun Shengnan Caroline Garcia Zhang Shuai Zhang Yuxuan                              |
| 8 ottobre  | ITF Women's Circuit Suzhou 2012 Suzhou, Cina Cemento $100,000 Singolare – Doppio                                     | Timea Bacsinszky Caroline Garcia 7–5, 6–3                         | Yang Zhaoxuan Zhao Yijing                         | Donna Vekić Peng Shuai                         | Sun Shengnan Caroline Garcia Zhang Shuai Zhang Yuxuan                              |
| 8 ottobre  | Open GDF Suez de Touraine 2012 Joué-lès-Tours, Francia Cemento $50,000 Singolare – Doppio                            | Mónica Puig 3–6, 6–4, 6–1                                         | Maria João Koehler                                | An-Sophie Mestach Alison Riske                 | Ol'ga Savčuk Yvonne Meusburger Akgul Amanmuradova Maryna Zanevs'ka                 |
| 8 ottobre  | Open GDF Suez de Touraine 2012 Joué-lès-Tours, Francia Cemento $50,000 Singolare – Doppio                            | Séverine Beltrame Julie Coin 7–5, 6–4                             | Justyna Jegiołka Diāna Marcinkēviča               | An-Sophie Mestach Alison Riske                 | Ol'ga Savčuk Yvonne Meusburger Akgul Amanmuradova Maryna Zanevs'ka                 |
| 8 ottobre  | Torneo Internacional de Tenis Sant Cugat 2012 Sant Cugat del Vallès, Spagna Terra rossa $25,000 Singolare – Doppio   | María-Teresa Torró-Flor 6–1, 6–4                                  | Estrella Cabeza Candela                           | Laura Pous Tió Eva Fernández-Brugués           | Julija Bejhel'zymer Kathrin Wörle Aleksandra Krunić Teliana Pereira                |
| 8 ottobre  | Torneo Internacional de Tenis Sant Cugat 2012 Sant Cugat del Vallès, Spagna Terra rossa $25,000 Singolare – Doppio   | Leticia Costas Arantxa Parra Santonja 6–3, 6–3                    | Inés Ferrer Suárez Richèl Hogenkamp               | Laura Pous Tió Eva Fernández-Brugués           | Julija Bejhel'zymer Kathrin Wörle Aleksandra Krunić Teliana Pereira                |
| 8 ottobre  | GD Tennis Academy 23 2012 Antalya, Turchia Terra rossa $10,000 Singolare – Doppio                                    | Jovana Jakšić 6–2, 6–3                                            | Lena-Marie Hofmann                                | Elizaveta Ianchuk Katerina Vanková             | Anaïs Laurendon Despina Papamichail Polina Vinogradova Diana Buzean                |
| 8 ottobre  | GD Tennis Academy 23 2012 Antalya, Turchia Terra rossa $10,000 Singolare – Doppio                                    | Anaïs Laurendon Katerina Vanková 6–2, 6–4                         | Alona Fomina Lina Ǵorčeska                        | Elizaveta Ianchuk Katerina Vanková             | Anaïs Laurendon Despina Papamichail Polina Vinogradova Diana Buzean                |
| 8 ottobre  | USTA Tennis Classic of Troy 2012 Troy (Alabama), USA Cemento $25,000 Singolare – Doppio                              | Stéphanie Dubois 3–6, 6–4, 6–3                                    | Sharon Fichman                                    | Michelle Larcher de Brito Edina Gallovits-Hall | Grace Min Chichi Scholl Adriana Pérez Ulrikke Eikeri                               |
| 8 ottobre  | USTA Tennis Classic of Troy 2012 Troy (Alabama), USA Cemento $25,000 Singolare – Doppio                              | Angelina Gabueva Arina Rodionova 6–4, 6–4                         | Sharon Fichman Marie-Ève Pelletier                | Michelle Larcher de Brito Edina Gallovits-Hall | Grace Min Chichi Scholl Adriana Pérez Ulrikke Eikeri                               |
| 8 ottobre  | Margaret River Tennis International 2012 Margaret River, Australia Cemento $25,000 Singolare – Doppio                | Victoria Larrière 6–3, 6–3                                        | Olivia Rogowska                                   | Miyabi Inoue Yuka Higuchi                      | Tammi Patterson Sachie Ishizu Jessica Moore Nicha Lertpitaksinchai                 |
| 8 ottobre  | Margaret River Tennis International 2012 Margaret River, Australia Cemento $25,000 Singolare – Doppio                | Miyabi Inoue Mai Minokoshi 6(8)–7, 7–6(3), [14–12]                | Nicha Lertpitaksinchai Peangtarn Plipuech         | Miyabi Inoue Yuka Higuchi                      | Tammi Patterson Sachie Ishizu Jessica Moore Nicha Lertpitaksinchai                 |
| 8 ottobre  | Circuito Itaú de Tênis Feminino 4 2012 San Paolo, Brasile Terra rossa $10,000 Singolare – Doppio                     | Fernanda Brito 1–6, 6–2, 6–4                                      | Carolina Zeballos                                 | Ana-Clara Duarte Laura Pigossi                 | Nathaly Kurata Nathalia Rossi Montserrat González Daiana Negreanu                  |
| 8 ottobre  | Circuito Itaú de Tênis Feminino 4 2012 San Paolo, Brasile Terra rossa $10,000 Singolare – Doppio                     | Fernanda Brito Guadalupe Pérez Rojas 4–6, 6–2, [10–5]             | Flávia Dechandt Araújo Carolina Zeballos          | Ana-Clara Duarte Laura Pigossi                 | Nathaly Kurata Nathalia Rossi Montserrat González Daiana Negreanu                  |
| 8 ottobre  | Sarajevo Ladies Open 2 2012 Sarajevo, Bosnia Erzegovina Terra rossa $15,000 Singolare – Doppio                       | Viktorija Kan 4–6, 6–4, 5–2, ritiro                               | Dinah Pfizenmaier                                 | Martina Kubicíková Ágnes Butka                 | Tjaša Šrimpf Milana Špremo Barbora Krejčíková Anne Schäfer                         |
| 8 ottobre  | Sarajevo Ladies Open 2 2012 Sarajevo, Bosnia Erzegovina Terra rossa $15,000 Singolare – Doppio                       | Barbora Krejčíková Tereza Malíková 6–3, 6–2                       | Angelica Moratelli Milana Špremo                  | Martina Kubicíková Ágnes Butka                 | Tjaša Šrimpf Milana Špremo Barbora Krejčíková Anne Schäfer                         |
| 8 ottobre  | Abierto Internacional de Tenis Femenil Saayavedra 2012 Città del Messico, Messico Cemento $10,000 Singolare – Doppio | Marcela Zacarías 6–4, 6–2                                         | Victoria Rodríguez                                | Ximena Hermoso Federica Grazioso               | Tanya Samodelok Ashley Murdock Stephanie Kent Katie Ruckert                        |
| 8 ottobre  | Abierto Internacional de Tenis Femenil Saayavedra 2012 Città del Messico, Messico Cemento $10,000 Singolare – Doppio | Ximena Hermoso Marcela Zacarías 6–3, 7–5                          | Nika Kukharchuk Jessica Lawrence                  | Ximena Hermoso Federica Grazioso               | Tanya Samodelok Ashley Murdock Stephanie Kent Katie Ruckert                        |
| 8 ottobre  | ITF Women's Circuit Mytilene 2012 Mytilini, Grecia Cemento $10,000 Singolare – Doppio                                | Despoina Vogasari 6–1, 2–6, 6–4                                   | Sylwia Zagórska                                   | Julija Stamatova Carolin Daniels               | Paulina Czarnik Kathinka von Deichmann Lisanne van Riet Nicole Clerico             |
| 8 ottobre  | ITF Women's Circuit Mytilene 2012 Mytilini, Grecia Cemento $10,000 Singolare – Doppio                                | Manon Arcangioli Laëtitia Sarrazin 6–4, 6–3                       | Stefanie Stemmer Kathinka von Deichmann           | Julija Stamatova Carolin Daniels               | Paulina Czarnik Kathinka von Deichmann Lisanne van Riet Nicole Clerico             |
| 15 ottobre | Open GDF Suez Région Limousin 2012 Limoges, Francia Cemento (indoor) $50,000 Singolare – Doppio                      | Claire Feuerstein 7–5, 6–3                                        | Maryna Zanevs'ka                                  | Marta Domachowska Stefanie Vögele              | Alison Riske Zuzana Luknárová Kimiko Date-Krumm Angelique van der Meet             |
| 15 ottobre | Open GDF Suez Région Limousin 2012 Limoges, Francia Cemento (indoor) $50,000 Singolare – Doppio                      | Magda Linette Sandra Zaniewska 6–1, 5–7, [10–5]                   | Irena Pavlović Stefanie Vögele                    | Marta Domachowska Stefanie Vögele              | Alison Riske Zuzana Luknárová Kimiko Date-Krumm Angelique van der Meet             |
| 15 ottobre | AEGON Pro Series Glasgow 2 2012 Glasgow, Regno Unito Cemento (indoor) $25,000 Singolare - Doppio                     | Samantha Murray 6–3, 2–6, 6–3                                     | Alison Van Uytvanck                               | Ana Vrljić Diāna Marcinkēviča                  | Patricia Mayr-Achleitner Amy Bowtell Tara Moore Stephanie Vogt                     |
| 15 ottobre | AEGON Pro Series Glasgow 2 2012 Glasgow, Regno Unito Cemento (indoor) $25,000 Singolare - Doppio                     | Justyna Jegiołka Diāna Marcinkēviča 6–2, 6–1                      | Nicole Clerico Anna Zaja                          | Ana Vrljić Diāna Marcinkēviča                  | Patricia Mayr-Achleitner Amy Bowtell Tara Moore Stephanie Vogt                     |
| 15 ottobre | Internacionales de Andalucìa Femeninos 2012 Siviglia, Spagna Terra rossa $25,000 Singolare - Doppio                  | Teliana Pereira 4–6, 7–6(3), 7–6(5)                               | Estrella Cabeza Candela                           | Catalina Pella Julija Bejhel'zymer             | Andrea Gámiz Aleksandra Krunić Laura Pous Tió Richèl Hogenkamp                     |
| 15 ottobre | Internacionales de Andalucìa Femeninos 2012 Siviglia, Spagna Terra rossa $25,000 Singolare - Doppio                  | Paula Kania Katarzyna Piter 5–7, 6–4, [10–6]                      | Aleksandrina Najdenova Teliana Pereira            | Catalina Pella Julija Bejhel'zymer             | Andrea Gámiz Aleksandra Krunić Laura Pous Tió Richèl Hogenkamp                     |
| 15 ottobre | Governor's Cup Lagos 2012 Lagos, Nigeria Cemento $25,000 Singolare - Doppio                                          | Cristina Dinu 7–5, 4–6, 6–4                                       | Chanel Simmonds                                   | Nina Bratčikova Conny Perrin                   | Zarah Razafimahatratra Valeria Patiuk Alexandra Romanova Lu Jiajing                |
| 15 ottobre | Governor's Cup Lagos 2012 Lagos, Nigeria Cemento $25,000 Singolare - Doppio                                          | Conny Perrin Chanel Simmonds 6–1, 6–1                             | Nina Bratčikova Margarita Lazareva                | Nina Bratčikova Conny Perrin                   | Zarah Razafimahatratra Valeria Patiuk Alexandra Romanova Lu Jiajing                |
| 15 ottobre | Rock Hill Rocks Open 2012 Rock Hill, Stati Uniti Cemento $25,000 Singolare - Doppio                                  | Rebecca Marino 3–6, 7–6(5), 6–2                                   | Sharon Fichman                                    | Stéphanie Dubois Grace Min                     | Michelle Larcher de Brito Chichi Scholl Ulrikke Eikeri Edina Gallovits-Hall        |
| 15 ottobre | Rock Hill Rocks Open 2012 Rock Hill, Stati Uniti Cemento $25,000 Singolare - Doppio                                  | Jacqueline Cako Natalie Pluskota 6–2, 6–3                         | Chieh-Yu Hsu Chichi Scholl                        | Stéphanie Dubois Grace Min                     | Michelle Larcher de Brito Chichi Scholl Ulrikke Eikeri Edina Gallovits-Hall        |
| 15 ottobre | Gosen Cup 2012 Makinohara, Giappone Erba $25,000 Singolare - Doppio                                                  | Alexa Glatch 6–3, 6–4                                             | Monique Adamczak                                  | Miharu Imanishi Caroline Garcia                | Kumiko Iijima Julia Glushko Eri Hozumi Indy de Vroome                              |
| 15 ottobre | Gosen Cup 2012 Makinohara, Giappone Erba $25,000 Singolare - Doppio                                                  | Eri Hozumi Miyu Katō 7–6(6), 6–3                                  | Monique Adamczak Caroline Garcia                  | Miharu Imanishi Caroline Garcia                | Kumiko Iijima Julia Glushko Eri Hozumi Indy de Vroome                              |
| 15 ottobre | GD Tennis Academy 24 2012 Antalya, Turchia Terra rossa $10,000 Singolare - Doppio                                    | Olga Ianchuk 6–2, 2–6, 6–3                                        | Demi Schuurs                                      | Alice Savoretti Natalija Kostić                | Valerija Strachova Giulia Sussarello Carmen López Rueda Barbara Sobaszkiewicz      |
| 15 ottobre | GD Tennis Academy 24 2012 Antalya, Turchia Terra rossa $10,000 Singolare - Doppio                                    | Alona Fomina Lina Ǵorčeska 6–0, 6–4                               | Alice Matteucci Barbara Sobaszkiewicz             | Alice Savoretti Natalija Kostić                | Valerija Strachova Giulia Sussarello Carmen López Rueda Barbara Sobaszkiewicz      |
| 15 ottobre | ITF Women's Circuit Santiago 2012 Santiago del Cile, Cile Terra rossa $10,000 Singolare - Doppio                     | Daniela Seguel 2–6, 7–5, 7–6(4)                                   | Carolina Zeballos                                 | Macarena Olivares López Laura Pigossi          | Sofia Luini Francesca Rescaldani Aranza Salut Cecilia Costa Melgar                 |
| 15 ottobre | ITF Women's Circuit Santiago 2012 Santiago del Cile, Cile Terra rossa $10,000 Singolare - Doppio                     | Aranza Salut Carolina Zeballos 4–6, 6–4, [10–8]                   | Cecilia Costa Melgar Daniela Seguel               | Macarena Olivares López Laura Pigossi          | Sofia Luini Francesca Rescaldani Aranza Salut Cecilia Costa Melgar                 |
| 15 ottobre | Akko Open 2012 Acri, Israele Cemento $10,000 Singolare - Doppio                                                      | Natalia Kołat 6(5)–7, 6–4, 6–2                                    | Deniz Khazaniuk                                   | Olga Brózda Nikola Fraňková                    | Ani Amiraghyan Yana Buchina Emiliya Gadzhieva Elena-Teodora Cadar                  |
| 15 ottobre | Akko Open 2012 Acri, Israele Cemento $10,000 Singolare - Doppio                                                      | Olga Brózda Natalia Kołat 6–2, 6–4                                | Nikola Fraňková Ekaterina Jašina                  | Olga Brózda Nikola Fraňková                    | Ani Amiraghyan Yana Buchina Emiliya Gadzhieva Elena-Teodora Cadar                  |
| 15 ottobre | Abierto Internacional de Tenis Femenil ITESM 2012 Città del Messico, Messico Cemento $10,000 Singolare - Doppio      | Marcela Zacarías 7–5, 6–1                                         | Nika Kukharchuk                                   | Victoria Rodríguez Casey Robinson              | Ximena Hermoso Federica Grazioso Jessica Lawrence Elizabeth Ferris                 |
| 15 ottobre | Abierto Internacional de Tenis Femenil ITESM 2012 Città del Messico, Messico Cemento $10,000 Singolare - Doppio      | Beatriz Ríos Paula Catalina Robles García 1–6, 6–2, [10–3]        | Covadonga Muradas Ingrid Vargas Calvo             | Victoria Rodríguez Casey Robinson              | Ximena Hermoso Federica Grazioso Jessica Lawrence Elizabeth Ferris                 |
| 15 ottobre | Heraklion Hellenic Zeus Circuit 2012 Heraklion, Grecia Sintetico $10,000 Singolare - Doppio                          | Corina Jäger 6–1, 6–4                                             | Manon Arcangioli                                  | Sylwia Zagórska Laëtitia Sarrazin              | Mandy Wagemaker Laura Schäder Josephine Boualem Karina Isayan                      |
| 15 ottobre | Heraklion Hellenic Zeus Circuit 2012 Heraklion, Grecia Sintetico $10,000 Singolare - Doppio                          | Manon Arcangioli Laëtitia Sarrazin 7–6(4), 6–2                    | Valeria Podda Rosalie van der Hoek                | Sylwia Zagórska Laëtitia Sarrazin              | Mandy Wagemaker Laura Schäder Josephine Boualem Karina Isayan                      |
| 15 ottobre | Dubrovnik Open 2012 Ragusa, Croazia Terra rossa $10,000 Singolare - Doppio                                           | Barbora Krejčíková 6–4, 6–1                                       | Polina Lejkina                                    | Laura-Ioana Andrei Karin Morgošová             | Vanda Lukács Tena Lukas Chantal Škamlová Polona Rebersak                           |
| 15 ottobre | Dubrovnik Open 2012 Ragusa, Croazia Terra rossa $10,000 Singolare - Doppio                                           | Giulia Bruzzone Chiara Mendo 6–4, 6–2                             | Barbora Krejčíková Martina Kubičíková             | Laura-Ioana Andrei Karin Morgošová             | Vanda Lukács Tena Lukas Chantal Škamlová Polona Rebersak                           |
| 22 ottobre | Internationaux Féminins de la Vienne 2012 Poitiers, Francia Cemento (indoor) $100,000 Singolare – Doppio             | Mónica Puig 7–5, 1–6, 7–5                                         | Elena Vesnina                                     | Magdaléna Rybáriková Monica Niculescu          | Stefanie Vögele Stéphanie Foretz Gacon Julija Putinceva Nastassja Burnett          |
| 22 ottobre | Internationaux Féminins de la Vienne 2012 Poitiers, Francia Cemento (indoor) $100,000 Singolare – Doppio             | Catalina Castaño Mervana Jugić-Salkić 6–4, 5–7, [10–4]            | Stéphanie Foretz Gacon Tatjana Maria              | Magdaléna Rybáriková Monica Niculescu          | Stefanie Vögele Stéphanie Foretz Gacon Julija Putinceva Nastassja Burnett          |
| 22 ottobre | Büschl Open 2012 Ismaning, Germania Sintetico (indoor) $75,000+H Singolare – Doppio                                  | Annika Beck 6–3, 7–6(8)                                           | Eva Birnerová                                     | Karolína Plíšková Carina Witthöft              | Yvonne Meusburger Lesja Curenko Anastasija Rodionova Eléni Daniilídou              |
| 22 ottobre | Büschl Open 2012 Ismaning, Germania Sintetico (indoor) $75,000+H Singolare – Doppio                                  | Romina Oprandi Amra Sadiković 4–6, 6–3, [10–7]                    | Jill Craybas Eva Hrdinová                         | Karolína Plíšková Carina Witthöft              | Yvonne Meusburger Lesja Curenko Anastasija Rodionova Eléni Daniilídou              |
| 22 ottobre | National Bank Challenger Saguenay 2012 Saguenay, Canada Cemento (indoor) $50,000 Singolare – Doppio                  | Madison Keys 6–4, 6–2                                             | Eugenie Bouchard                                  | Melanie Oudin Alla Kudrjavceva                 | Samantha Murray Sharon Fichman Sachia Vickery Nicole Rottmann                      |
| 22 ottobre | National Bank Challenger Saguenay 2012 Saguenay, Canada Cemento (indoor) $50,000 Singolare – Doppio                  | Gabriela Dabrowski Alla Kudrjavceva 6–2, 6–2                      | Sharon Fichman Marie-Ève Pelletier                | Melanie Oudin Alla Kudrjavceva                 | Samantha Murray Sharon Fichman Sachia Vickery Nicole Rottmann                      |
| 22 ottobre | Governor's Cup Lagos 2 2012 Lagos, Nigeria Cemento $25,000 Singolare - Doppio                                        | Cristina Dinu 6–3, 6–3                                            | Conny Perrin                                      | Nina Bratčikova Tadeja Majerič                 | Dalila Jakupovič Margarita Lazareva Lu Jiajing Chanel Simmonds                     |
| 22 ottobre | Governor's Cup Lagos 2 2012 Lagos, Nigeria Cemento $25,000 Singolare - Doppio                                        | Conny Perrin Chanel Simmonds 6–2, 3–6, [10–7]                     | Lu Jiajing Lu Jiaxiang                            | Nina Bratčikova Tadeja Majerič                 | Dalila Jakupovič Margarita Lazareva Lu Jiajing Chanel Simmonds                     |
| 22 ottobre | Hamanako Tokyu Cup 2012 Hamamatsu, Giappone Erba $25,000 Singolare - Doppio                                          | Alexa Glatch 6–2, 6–3                                             | Monique Adamczak                                  | Shūko Aoyama Ksenija Lykina                    | Misa Eguchi Riko Sawayanagi Erika Takao Eri Hozumi                                 |
| 22 ottobre | Hamanako Tokyu Cup 2012 Hamamatsu, Giappone Erba $25,000 Singolare - Doppio                                          | Shūko Aoyama Miki Miyamura 3–6, 6–4, [10–6]                       | Monique Adamczak Alexa Glatch                     | Shūko Aoyama Ksenija Lykina                    | Misa Eguchi Riko Sawayanagi Erika Takao Eri Hozumi                                 |
| 22 ottobre | Samsung Securities Cup 2012 Seul, Corea del Sud Cemento $25,000 Singolare – Doppio                                   | Erika Sema 6–1, 7–5                                               | Mai Minokoshi                                     | Zhang Yuxuan Kim Na-ri                         | Donna Vekić Chan Wing-yau Han Sung-hee Kang Seo-kyung                              |
| 22 ottobre | Samsung Securities Cup 2012 Seul, Corea del Sud Cemento $25,000 Singolare – Doppio                                   | Nigina Abduraimova Chan Wing-yau 6–4, 2–6, [12–10]                | Kim Ji-young Yoo Mi                               | Zhang Yuxuan Kim Na-ri                         | Donna Vekić Chan Wing-yau Han Sung-hee Kang Seo-kyung                              |
| 22 ottobre | Florence Open 2012 Florence, Stati Uniti Cemento $25,000 Singolare - Doppio                                          | Mariana Duque 4–6, 6–2, 6–1                                       | Stéphanie Dubois                                  | Grace Min Edina Gallovits-Hall                 | Taylor Townsend Mayo Hibi Chieh-Yu Hsu Akiko Ōmae                                  |
| 22 ottobre | Florence Open 2012 Florence, Stati Uniti Cemento $25,000 Singolare - Doppio                                          | Ulrikke Eikeri Akiko Ōmae 6–1, 6–1                                | Brooke Austin Hayley Carter                       | Grace Min Edina Gallovits-Hall                 | Taylor Townsend Mayo Hibi Chieh-Yu Hsu Akiko Ōmae                                  |
| 22 ottobre | ITF Women's Circuit Taipei 2 2012 Taipei, Taipei Cemento $25,000 Singolare - Doppio                                  | Zheng Saisai 6–4, 6–1                                             | Zarina Dijas                                      | Chang Kai-chen Caroline Garcia                 | Noppawan Lertcheewakarn Nudnida Luangnam Wu Ho-ching Yang Zi                       |
| 22 ottobre | ITF Women's Circuit Taipei 2 2012 Taipei, Taipei Cemento $25,000 Singolare - Doppio                                  | Chan Chin-wei Caroline Garcia 4–6, 6–4, [10–6]                    | Kao Shao-yuan Lee Hua-chen                        | Chang Kai-chen Caroline Garcia                 | Noppawan Lertcheewakarn Nudnida Luangnam Wu Ho-ching Yang Zi                       |
| 22 ottobre | Rising Star Tour 3 2012 Stoccolma, Svezia Cemento (indoor) $10,000 Singolare - Doppio                                | Sandra Roma 6–2, 6–1                                              | Emily Webley-Smith                                | Rebecca Peterson Hilda Melander                | Karina Isayan Julija Samuseva Julia Klackenberg Anastasiya Saitova                 |
| 22 ottobre | Rising Star Tour 3 2012 Stoccolma, Svezia Cemento (indoor) $10,000 Singolare - Doppio                                | Donika Bashota Jeļena Ostapenko 7–6(4), 6–1                       | Maria Mokh Eva Paalma                             | Rebecca Peterson Hilda Melander                | Karina Isayan Julija Samuseva Julia Klackenberg Anastasiya Saitova                 |
| 22 ottobre | GD Tennis Academy 25 2012 Antalya, Turchia Terra rossa $10,000 Singolare - Doppio                                    | Olga Ianchuk 3–6, 6–4, 6–4                                        | Diana Buzean                                      | Elizaveta Ianchuk Ganna Poznikhirenko          | Barbara Sobaszkiewicz Natalija Kostić Daniëlle Harmsen Monique Zuur                |
| 22 ottobre | GD Tennis Academy 25 2012 Antalya, Turchia Terra rossa $10,000 Singolare - Doppio                                    | Alexandra Damaschin Barbara Sobaszkiewicz 6–1, 3–6, [10–2]        | Viktoriya Lushkova Ganna Poznikhirenko            | Elizaveta Ianchuk Ganna Poznikhirenko          | Barbara Sobaszkiewicz Natalija Kostić Daniëlle Harmsen Monique Zuur                |
| 22 ottobre | Copa Centenario Mundial Lawn Tennis Club 2012 Santiago, Cile Terra rossa $10,000 Singolare - Doppio                  | Cecilia Costa Melgar 6–4, 6–2                                     | Daniela Seguel                                    | Sofia Luini Aranza Salut                       | Flávia Dechandt Araújo Camila Silva Macarena Olivares López Guadalupe Moreno       |
| 22 ottobre | Copa Centenario Mundial Lawn Tennis Club 2012 Santiago, Cile Terra rossa $10,000 Singolare - Doppio                  | Cecilia Costa Melgar Daniela Seguel 6–3, 6–4                      | Ornella Caron Aranza Salut                        | Sofia Luini Aranza Salut                       | Flávia Dechandt Araújo Camila Silva Macarena Olivares López Guadalupe Moreno       |
| 22 ottobre | Latrobe City Tennis International 2012 Traralgon, Australia Cemento $25,000 Singolare - Doppio                       | Ashleigh Barty 6–2, 6–3                                           | Arina Rodionova                                   | Jessica Moore Dar'ja Gavrilova                 | Sally Peers Bojana Bobusic Zuzana Zlochová Alizé Lim                               |
| 22 ottobre | Latrobe City Tennis International 2012 Traralgon, Australia Cemento $25,000 Singolare - Doppio                       | Cara Black Arina Rodionova 2–6, 7–6(4), [10–8]                    | Ashleigh Barty Sally Peers                        | Jessica Moore Dar'ja Gavrilova                 | Sally Peers Bojana Bobusic Zuzana Zlochová Alizé Lim                               |
| 22 ottobre | ITF Women's Circuit Luque 2012 Luque, Paraguay Terra rossa $10,000 Singolare - Doppio                                | Camila Giangreco Campiz 7–5, 6–4                                  | Anamika Bhargava                                  | Carolina Costamagna Andrea Benítez             | María Herazo González Libby Muma Sylvia Krywacz Daiana Negreanu                    |
| 22 ottobre | ITF Women's Circuit Luque 2012 Luque, Paraguay Terra rossa $10,000 Singolare - Doppio                                | Anamika Bhargava Sylvia Krywacz 6–4, 6–2                          | Andrea Benítez Raquel Piltcher                    | Carolina Costamagna Andrea Benítez             | María Herazo González Libby Muma Sylvia Krywacz Daiana Negreanu                    |
| 22 ottobre | Babin Kuk Open 2012 Ragusa, Croazia Terra rossa $10,000 Singolare - Doppio                                           | Laura-Ioana Andrei 3–6, 6–4, 6–2                                  | Lenka Juríková                                    | Karin Morgošová Sofija Kovalec                 | Barbora Krejčíková Xenia Knoll Bernarda Pera Tjaša Šrimpf                          |
| 22 ottobre | Babin Kuk Open 2012 Ragusa, Croazia Terra rossa $10,000 Singolare - Doppio                                           | Barbora Krejčíková Tereza Malíková 7–5, 7–6(5)                    | Lucia Butkovská Christina Shakovets               | Karin Morgošová Sofija Kovalec                 | Barbora Krejčíková Xenia Knoll Bernarda Pera Tjaša Šrimpf                          |
| 22 ottobre | ITF Women's Circuit Monastir 2012 Monastir, Tunisia Cemento $10,000 Singolare - Doppio                               | Başak Eraydın 6–2, 7–6(5)                                         | Marina Šamajko                                    | Melis Sezer Martina Borecká                    | Varvara Flink Alice Balducci Diana Isaeva Lisanne van Riet                         |
| 22 ottobre | ITF Women's Circuit Monastir 2012 Monastir, Tunisia Cemento $10,000 Singolare - Doppio                               | Martina Borecká Amandine Cazeaux 7–5, 7–5                         | Valeria Podda Lisanne van Riet                    | Melis Sezer Martina Borecká                    | Varvara Flink Alice Balducci Diana Isaeva Lisanne van Riet                         |
| 22 ottobre | Hila Bezaleli Memorial 2012 Ashkelon, Israele Cemento $10,000 Singolare - Doppio                                     | Elena-Teodora Cadar 1–6, 6–1, 6–2                                 | Ekaterina Tour                                    | Ani Amiraghyan Daria Mironova                  | Anastasіja Vasyl'jeva Yana Buchina Ekaterina Jašina Ksenia Kirillova               |
| 22 ottobre | Hila Bezaleli Memorial 2012 Ashkelon, Israele Cemento $10,000 Singolare - Doppio                                     | Olga Brózda Natalia Kołat 7–6(11), 6–1                            | Nikola Fraňková Ekaterina Jašina                  | Ani Amiraghyan Daria Mironova                  | Anastasіja Vasyl'jeva Yana Buchina Ekaterina Jašina Ksenia Kirillova               |
| 22 ottobre | Abierto Internacional de Tenis Femenil Ciudad Victoria 2012 Victoria, Messico Cemento $10,000 Singolare - Doppio     | Nika Kukharchuk 7–5, 6–0                                          | Victoria Rodríguez                                | Alejandra Cisneros Yelena Nemchen              | Giovanna Manifacio Marcela Zacarías Kamila Kerimbajeva Blair Shankle               |
| 22 ottobre | Abierto Internacional de Tenis Femenil Ciudad Victoria 2012 Victoria, Messico Cemento $10,000 Singolare - Doppio     | Camila Fuentes Blair Shankle 7–6(4), 6–1                          | Alejandra Cisneros Victoria Rodríguez             | Alejandra Cisneros Yelena Nemchen              | Giovanna Manifacio Marcela Zacarías Kamila Kerimbajeva Blair Shankle               |
| 22 ottobre | Taça Brasília de Tênis 2012 Brasilia, Brasile Terra rossa $25,000 Singolare - Doppio                                 | Timea Bacsinszky 7–5, 6–2                                         | Ioana Raluca Olaru                                | Florencia Molinero Aleksandrina Najdenova      | Julia Cohen María Irigoyen Eduarda Piai María Fernanda Álvarez Terán               |
| 22 ottobre | Taça Brasília de Tênis 2012 Brasilia, Brasile Terra rossa $25,000 Singolare - Doppio                                 | Elena Bogdan Ioana Raluca Olaru 6–3, 3–6, [10–8]                  | Timea Bacsinszky Julia Cohen                      | Florencia Molinero Aleksandrina Najdenova      | Julia Cohen María Irigoyen Eduarda Piai María Fernanda Álvarez Terán               |
| 29 ottobre | AEGON Pro Series Barnstaple 2012 Barnstaple, Regno Unito Cemento (indoor) $75,000 Singolare - Doppio                 | Annika Beck 6(1)–7, 6–2, 6–2                                      | Eléni Daniilídou                                  | Vesna Dolonc Constance Sibille                 | Madison Brengle Marta Sirotkina Eva Birnerová Naomi Broady                         |
| 29 ottobre | AEGON Pro Series Barnstaple 2012 Barnstaple, Regno Unito Cemento (indoor) $75,000 Singolare - Doppio                 | Akgul Amanmuradova Vesna Dolonc 6–3, 6–1                          | Diāna Marcinkēviča Aljaksandra Sasnovič           | Vesna Dolonc Constance Sibille                 | Madison Brengle Marta Sirotkina Eva Birnerová Naomi Broady                         |
| 29 ottobre | Open GDF Suez Nantes Atlantique 2012 Nantes, Francia Cemento (indoor) $50,000+H Singolare – Doppio                   | Monica Niculescu 6–2, 6–3                                         | Julija Putinceva                                  | Claire Feuerstein Virginie Razzano             | Tatjana Maria Paula Ormaechea Ol'ga Savčuk Karolína Plíšková                       |
| 29 ottobre | Open GDF Suez Nantes Atlantique 2012 Nantes, Francia Cemento (indoor) $50,000+H Singolare – Doppio                   | Catalina Castaño Mervana Jugić-Salkić 6–4, 6–4                    | Petra Cetkovská Renata Voráčová                   | Claire Feuerstein Virginie Razzano             | Tatjana Maria Paula Ormaechea Ol'ga Savčuk Karolína Plíšková                       |
| 29 ottobre | John Newcombe Women's Pro Challenge 2012 New Braunfels, Stati Uniti Cemento $50,000 Singolare – Doppio               | Melanie Oudin 6–1, 6–1                                            | Mariana Duque                                     | Madison Keys Mirjana Lučić                     | Camila Giorgi Ulrikke Eikeri Michelle Larcher de Brito Ajla Tomljanović            |
| 29 ottobre | John Newcombe Women's Pro Challenge 2012 New Braunfels, Stati Uniti Cemento $50,000 Singolare – Doppio               | Elena Bovina Mirjana Lučić 6–3, 4–6, [10–8]                       | Mariana Duque Adriana Pérez                       | Madison Keys Mirjana Lučić                     | Camila Giorgi Ulrikke Eikeri Michelle Larcher de Brito Ajla Tomljanović            |
| 29 ottobre | Tevlin Women's Challenger 2012 Toronto, Canada Cemento (indoor) $50,000 Singolare – Doppio                           | Eugenie Bouchard 6–1, 6–2                                         | Sharon Fichman                                    | Maria Sanchez Jessica Pegula                   | Gabriela Dabrowski Michaela Hončová Alla Kudrjavceva Stéphanie Dubois              |
| 29 ottobre | Tevlin Women's Challenger 2012 Toronto, Canada Cemento (indoor) $50,000 Singolare – Doppio                           | Gabriela Dabrowski Alla Kudrjavceva 6–2, 7–6(2)                   | Eugenie Bouchard Jessica Pegula                   | Maria Sanchez Jessica Pegula                   | Gabriela Dabrowski Michaela Hončová Alla Kudrjavceva Stéphanie Dubois              |
| 29 ottobre | Republican Girls 2012 Istanbul, Turchia Cemento (indoor) $25,000 Singolare - Doppio                                  | Richèl Hogenkamp 6–4, 6–3                                         | Çağla Büyükakçay                                  | Nigina Abduraimova Tereza Smitková             | Justine Ozga Amra Sadiković Ana Vrljić Valentina Ivachnenko                        |
| 29 ottobre | Republican Girls 2012 Istanbul, Turchia Cemento (indoor) $25,000 Singolare - Doppio                                  | Çağla Büyükakçay Pemra Özgen 6–2, 6–1                             | Nigina Abduraimova Ksenia Palkina                 | Nigina Abduraimova Tereza Smitková             | Justine Ozga Amra Sadiković Ana Vrljić Valentina Ivachnenko                        |
| 29 ottobre | GD Tennis Academy 26 2012 Antalya, Turchia Terra rossa $10,000 Singolare - Doppio                                    | Jovana Jakšić 6–2, 7–6(3)                                         | Ganna Poznikhirenko                               | Marianna Zakarljuk Petra Krejsová              | Diana Buzean Daniëlle Harmsen Irina Maria Bara Ioana Loredana Roșca                |
| 29 ottobre | GD Tennis Academy 26 2012 Antalya, Turchia Terra rossa $10,000 Singolare - Doppio                                    | Diana Buzean Daniëlle Harmsen 4–6, 6–1, [10–3]                    | Hülya Esen Lütfiye Esen                           | Marianna Zakarljuk Petra Krejsová              | Diana Buzean Daniëlle Harmsen Irina Maria Bara Ioana Loredana Roșca                |
| 29 ottobre | Rising Star Tour Näsbypark 2012 Stoccolma, Svezia Cemento (indoor) $10,000 Singolare - Doppio                        | Jeļena Ostapenko 6–1, 6–3                                         | Ellen Allgurin                                    | Carolin Daniels Alina Silich                   | Patricia Maria Țig Maria Mokh Anastasiya Saitova Hilda Melander                    |
| 29 ottobre | Rising Star Tour Näsbypark 2012 Stoccolma, Svezia Cemento (indoor) $10,000 Singolare - Doppio                        | Hilda Melander Paulina Milosavljevic 6–2, 6–1                     | Carolin Daniels Laura Schäder                     | Carolin Daniels Alina Silich                   | Patricia Maria Țig Maria Mokh Anastasiya Saitova Hilda Melander                    |
| 29 ottobre | Coimbra University Ladies Open 3 2012 Coimbra, Portogallo Cemento $10,000 Singolare - Doppio                         | Kathinka von Deichmann 6–1, 6–3                                   | Aliona Bolsova                                    | Ivonne Cavallé-Reimers Ulyana Ayzatulina       | Chiara Mendo Barbara Bonić Josephine Boualem Ainhoa Atucha Gómez                   |
| 29 ottobre | Coimbra University Ladies Open 3 2012 Coimbra, Portogallo Cemento $10,000 Singolare - Doppio                         | Nadezda Gorbachovka Ekaterina Pushkareva 6–2, 6–3                 | Ulyana Ayzatulina Aliona Bolsova                  | Ivonne Cavallé-Reimers Ulyana Ayzatulina       | Chiara Mendo Barbara Bonić Josephine Boualem Ainhoa Atucha Gómez                   |
| 29 ottobre | ITF Women's Circuit Quillota 2012 Quillota, Cile Terra rossa $10,000 Singolare - Doppio                              | Camila Silva 7–5, 4–6, 6–1                                        | Cecilia Costa Melgar                              | Ana Victoria Gobbi Monllau Ivania Martinich    | Barbara Montiel Guadalupe Moreno Naomi Totka Ornella Caron                         |
| 29 ottobre | ITF Women's Circuit Quillota 2012 Quillota, Cile Terra rossa $10,000 Singolare - Doppio                              | Cecilia Costa Melgar Camila Silva 6–1, 6–1                        | Sofia Luini Barbara Montiel                       | Ana Victoria Gobbi Monllau Ivania Martinich    | Barbara Montiel Guadalupe Moreno Naomi Totka Ornella Caron                         |
| 29 ottobre | William Loud Bendigo International 2012 Bendigo, Australia Cemento $25,000 Singolare - Doppio                        | Arina Rodionova 6–4, 7–5                                          | Olivia Rogowska                                   | Dar'ja Gavrilova Ashleigh Barty                | Bojana Bobusic Alizé Lim Viktorija Rajicic Storm Sanders                           |
| 29 ottobre | William Loud Bendigo International 2012 Bendigo, Australia Cemento $25,000 Singolare - Doppio                        | Ashleigh Barty Sally Peers 7–6(12), 7–6(5)                        | Cara Black Arina Rodionova                        | Dar'ja Gavrilova Ashleigh Barty                | Bojana Bobusic Alizé Lim Viktorija Rajicic Storm Sanders                           |
| 29 ottobre | ITF Women's Circuit Asuncion 2012 Asunción, Paraguay Terra rossa $10,000 Singolare - Doppio                          | Eduarda Piai 6–3, 7–6(6)                                          | Andrea Benítez                                    | Patricia Ku Flores Daiana Negreanu             | Sofia Blanco Carolina Costamagna Yasmine Guimarães Camila Giangreco Campiz         |
| 29 ottobre | ITF Women's Circuit Asuncion 2012 Asunción, Paraguay Terra rossa $10,000 Singolare - Doppio                          | Anamika Bhargava Sylvia Krywacz 6–1, 6–4                          | Andrea Benítez Raquel Piltcher                    | Patricia Ku Flores Daiana Negreanu             | Sofia Blanco Carolina Costamagna Yasmine Guimarães Camila Giangreco Campiz         |
| 29 ottobre | Heraklion Hellenic Zeus Circuit 2 2012 Heraklion, Grecia Sintetico $10,000 Singolare - Doppio                        | Manon Arcangioli 6–1, 6–2                                         | Borislava Botusharova                             | Angelica Moratelli Radina Dimitrova            | Lena-Marie Hofmann Camilla Rosatello Alice Savoretti Laëtitia Sarrazin             |
| 29 ottobre | Heraklion Hellenic Zeus Circuit 2 2012 Heraklion, Grecia Sintetico $10,000 Singolare - Doppio                        | Manon Arcangioli Laëtitia Sarrazin 6–4, 6–4                       | Despina Papamichail Despiona Vogasari             | Angelica Moratelli Radina Dimitrova            | Lena-Marie Hofmann Camilla Rosatello Alice Savoretti Laëtitia Sarrazin             |
| 29 ottobre | ITF Women's Circuit Monastir 2 2012 Monastir, Tunisia Cemento $10,000 Singolare - Doppio                             | Nikola Vajdová 6–3, 1–6, 6–3                                      | Vivian Heisen                                     | Lisanne van Riet Varvara Flink                 | Jessica Ginier Valeria Podda Amandine Cazeaux Diana Isaeva                         |
| 29 ottobre | ITF Women's Circuit Monastir 2 2012 Monastir, Tunisia Cemento $10,000 Singolare - Doppio                             | Varvara Flink Jaimy-Gayle van de Wal 6–3, 6–2                     | Valeria Podda Lisanne van Riet                    | Lisanne van Riet Varvara Flink                 | Jessica Ginier Valeria Podda Amandine Cazeaux Diana Isaeva                         |
| 29 ottobre | Torneo Tenis Club Argentino 2012 Buenos Aires, Argentina Terra rossa $25,000 Singolare- Doppio                       | Teliana Pereira 6–1, 6–2                                          | Amanda Carreras                                   | Ioana Raluca Olaru Florencia Molinero          | María Irigoyen María Fernanda Álvarez Terán Timea Bacsinszky Eva Fernández-Brugués |
| 29 ottobre | Torneo Tenis Club Argentino 2012 Buenos Aires, Argentina Terra rossa $25,000 Singolare- Doppio                       | Elena Bogdan Ioana Raluca Olaru 1–6, 6–2, [10–7]                  | María Fernanda Álvarez Terán Maria Fernanda Alves | Ioana Raluca Olaru Florencia Molinero          | María Irigoyen María Fernanda Álvarez Terán Timea Bacsinszky Eva Fernández-Brugués |
| 29 ottobre | Netanya Open 2012 Netanya, Israele Cemento $25,000 Singolare - Doppio                                                | Anna Karolína Schmiedlová 0–6, 6–3, 6–4                           | Stephanie Vogt                                    | Arantxa Parra Santonja Dinah Pfizenmaier       | Estrella Cabeza Candela Ljudmyla Kičenok Zuzana Luknárová Ksenia Kirillova         |
| 29 ottobre | Netanya Open 2012 Netanya, Israele Cemento $25,000 Singolare - Doppio                                                | Ljudmyla Kičenok Nadežda Kičenok 6–1, 6–4                         | Zuzana Luknárová Anna Karolína Schmiedlová        | Arantxa Parra Santonja Dinah Pfizenmaier       | Estrella Cabeza Candela Ljudmyla Kičenok Zuzana Luknárová Ksenia Kirillova         |

## Novembre
| Settimana   | Torneo                                                                                                  | Vincitori                                                     | Finalisti                                     | Semifinalisti                             | Eliminati ai quarti                                                                 |
| ----------- | --- | ------------------------------------------------------------- | --------------------------------------------- | ----------------------------------------- | ----------------------------------------------------------------------------------- |
| 5 novembre  | Goldwater Women's Tennis Classic 2012 Phoenix, Stati uniti Cemento $75,000 Singolare – Doppio           | Madison Keys 6–3, 7–6(1)                                      | Maria Sanchez                                 | Gabriela Dabrowski Sharon Fichman         | Camila Giorgi Michelle Larcher de Brito Mirjana Lučić Taylor Townsend               |
| 5 novembre  | Goldwater Women's Tennis Classic 2012 Phoenix, Stati uniti Cemento $75,000 Singolare – Doppio           | Jacqueline Cako Natalie Pluskota 6–3, 2–6, [10–4]             | Eugenie Bouchard Ulrikke Eikeri               | Gabriela Dabrowski Sharon Fichman         | Camila Giorgi Michelle Larcher de Brito Mirjana Lučić Taylor Townsend               |
| 5 novembre  | Open Feminin 50 2012 Équeurdreville, Francia Cemento (indoor) $25,000 Singolare - Doppio                | Alison Van Uytvanck 6–1, 3–6, 6–3                             | Julie Coin                                    | Petra Cetkovská Maria João Koehler        | Petra Rampre Magda Linette Elyne Boeykens Séverine Beltrame                         |
| 5 novembre  | Open Feminin 50 2012 Équeurdreville, Francia Cemento (indoor) $25,000 Singolare - Doppio                | Magda Linette Katarzyna Piter 6–4, 7–6(4)                     | Amra Sadiković Ana Vrljić                     | Petra Cetkovská Maria João Koehler        | Petra Rampre Magda Linette Elyne Boeykens Séverine Beltrame                         |
| 5 novembre  | Pavlov Cup 2012 Minsk, Bielorussia Cemento (indoor) $25,000 Singolare - Doppio                          | Aljaksandra Sasnovič 6–0, 7–6(4)                              | Ljudmyla Kičenok                              | Kateryna Kozlova Anna Danilina            | Pemra Özgen Kacjaryna Dzehalevič Margarita Gasparjan Paula Kania                    |
| 5 novembre  | Pavlov Cup 2012 Minsk, Bielorussia Cemento (indoor) $25,000 Singolare - Doppio                          | Kacjaryna Dzehalevič Aljaksandra Sasnovič 1–6, 6–2, [10–3]    | Ljudmyla Kičenok Nadežda Kičenok              | Kateryna Kozlova Anna Danilina            | Pemra Özgen Kacjaryna Dzehalevič Margarita Gasparjan Paula Kania                    |
| 5 novembre  | Femenino Ciudad de Benicarló 2012 Benicarló, Spagna Terra rossa $25,000 Singolare - Doppio              | Laura Pous Tió 6–4, 6–1                                       | Dinah Pfizenmaier                             | Karin Knapp Estrella Cabeza Candela       | Conny Perrin Richèl Hogenkamp Iva Mekovec Anne Schäfer                              |
| 5 novembre  | Femenino Ciudad de Benicarló 2012 Benicarló, Spagna Terra rossa $25,000 Singolare - Doppio              | Conny Perrin Maša Zec-Peškirič 6–4, 6–3                       | Andrea Gámiz Beatriz García Vidagany          | Karin Knapp Estrella Cabeza Candela       | Conny Perrin Richèl Hogenkamp Iva Mekovec Anne Schäfer                              |
| 5 novembre  | ITF Women's Circuit Asuncion 2 2012 Asunción, Paraguay Terra rossa $25,000 Singolare - Doppio           | Verónica Cepede Royg 5–7, 7–6(7), 6–2                         | Ioana Raluca Olaru                            | Fernanda Brito Teliana Pereira            | Camila Giangreco Campiz Chanel Simmonds Florencia Molinero Paula Cristina Gonçalves |
| 5 novembre  | ITF Women's Circuit Asuncion 2 2012 Asunción, Paraguay Terra rossa $25,000 Singolare - Doppio           | María Fernanda Álvarez Terán Chanel Simmonds 4–6, 6–3, [10–5] | Anamika Bhargava Sylvia Krywacz               | Fernanda Brito Teliana Pereira            | Camila Giangreco Campiz Chanel Simmonds Florencia Molinero Paula Cristina Gonçalves |
| 5 novembre  | GB Pro-Series Loughborough 2012 Loughborough, Regno unito Cemento (indoor) $10,000 Singolare – Doppio   | Renata Voráčová 7–5, 6(6)–7, 6–3                              | Julia Kimmelmann                              | Ana Bogdan Quirine Lemoine                | Jade Windley Jade Schoelink Franciasca Stephenson Katie Boulter                     |
| 5 novembre  | GB Pro-Series Loughborough 2012 Loughborough, Regno unito Cemento (indoor) $10,000 Singolare – Doppio   | Anna Fitzpatrick Jade Windley 6–2, 6–2                        | Karen Barbat Lara Michel                      | Ana Bogdan Quirine Lemoine                | Jade Windley Jade Schoelink Franciasca Stephenson Katie Boulter                     |
| 5 novembre  | GD Tennis Academy 27 2012 Antalya, Turchia Terra rossa $10,000 Singolare - Doppio                       | Jovana Jakšić 6–3, 6–1                                        | Ana Konjuh                                    | Daniëlle Harmsen Martina Caregaro         | Ganna Poznikhirenko Cindy Burger Yvonne Neuwirth Agnese Zucchini                    |
| 5 novembre  | GD Tennis Academy 27 2012 Antalya, Turchia Terra rossa $10,000 Singolare - Doppio                       | Ágnes Butka Petra Krejsová Walkover                           | Diana Buzean Daniëlle Harmsen                 | Daniëlle Harmsen Martina Caregaro         | Ganna Poznikhirenko Cindy Burger Yvonne Neuwirth Agnese Zucchini                    |
| 5 novembre  | Heraklion Hellenic Zeus Circuit 3 2012 Heraklion, Grecia Sintetico $10,000 Singolare - Doppio           | Başak Eraydın 6–4, 6–0                                        | Lena-Marie Hofmann                            | Zuzanna Maciejewska Borislava Botusharova | Marina Kachar Tamara Čurović Angelica Moratelli Despoina Vogasari                   |
| 5 novembre  | Heraklion Hellenic Zeus Circuit 3 2012 Heraklion, Grecia Sintetico $10,000 Singolare - Doppio           | Başak Eraydın Abbie Myers 6–0, 6–1                            | Borislava Botusharova Vivian Zlatanova        | Zuzanna Maciejewska Borislava Botusharova | Marina Kachar Tamara Čurović Angelica Moratelli Despoina Vogasari                   |
| 5 novembre  | OVS Ladies Open 2012 Guimarães, Portogallo Cemento $10,000 Singolare - Doppio                           | Léa Tholey 6–3, 6–1                                           | Estelle Cascino                               | Chiara Mendo Carmen López Rueda           | Bárbara Luz Kathinka von Deichmann Jade Suvrijn Arabela Fernández Rabener           |
| 5 novembre  | OVS Ladies Open 2012 Guimarães, Portogallo Cemento $10,000 Singolare - Doppio                           | Margarida Moura Joana Vale Costa 7–5, 3–6, [10–7]             | Stefanie Stemmer Kathinka von Deichmann       | Chiara Mendo Carmen López Rueda           | Bárbara Luz Kathinka von Deichmann Jade Suvrijn Arabela Fernández Rabener           |
| 12 novembre | Hart Open 2012 Zawada, Polonia Sintetico (indoor) $25,000 Singolare - Doppio                            | Karolína Plíšková 6–3, 6–2                                    | Ana Vrljić                                    | Polina Pekhova Paula Kania                | Corinna Dentoni Jasmina Tinjić Sandra Záhlavová Katarzyna Piter                     |
| 12 novembre | Hart Open 2012 Zawada, Polonia Sintetico (indoor) $25,000 Singolare - Doppio                            | Karolína Plíšková Kristýna Plíšková 6–3, 6–1                  | Kristina Barrois Sandra Klemenschits          | Polina Pekhova Paula Kania                | Corinna Dentoni Jasmina Tinjić Sandra Záhlavová Katarzyna Piter                     |
| 12 novembre | OrtoLääkärit Open 2012 Helsinki, Finlandia Sintetico (indoor) $25,000 Singolare - Doppio                | Amra Sadiković 6–4, 6–0                                       | Anna Karolína Schmiedlová                     | An-Sophie Mestach Ksenija Lykina          | Anett Kontaveit Zuzana Luknárová Arantxa Parra Santonja Dinah Pfizenmaier           |
| 12 novembre | OrtoLääkärit Open 2012 Helsinki, Finlandia Sintetico (indoor) $25,000 Singolare - Doppio                | Ljudmyla Kičenok Nadežda Kičenok 6–3, 6–3                     | Iryna Burjačok Valerija Solov'ëva             | An-Sophie Mestach Ksenija Lykina          | Anett Kontaveit Zuzana Luknárová Arantxa Parra Santonja Dinah Pfizenmaier           |
| 12 novembre | AEGON Pro Series Edgbaston 2012 Edgbaston, Regno unito Cemento (indoor) $10,000 Singolare - Doppio      | Renata Voráčová 6–4, 6–2                                      | Harriet Dart                                  | Jade Windley Tori Kinard                  | Chantal Škamlová Marina Mel'nikova Carolin Daniels Anna Brogan                      |
| 12 novembre | AEGON Pro Series Edgbaston 2012 Edgbaston, Regno unito Cemento (indoor) $10,000 Singolare - Doppio      | Anna Fitzpatrick Jade Windley 6–2, 6–3                        | Martina Kubičíková Chantal Škamlová           | Jade Windley Tori Kinard                  | Chantal Škamlová Marina Mel'nikova Carolin Daniels Anna Brogan                      |
| 12 novembre | GD Tennis Academy 28 2012 Antalya, Turchia Terra rossa $10,000 Singolare - Doppio                       | Ágnes Butka 6–2, 5–7, 6–3                                     | Laura-Ioana Andrei                            | Aminat Kushkhova Ana Konjuh               | Hülya Esen Raluca Elena Platon Patricia Maria Țig Jovana Jakšić                     |
| 12 novembre | GD Tennis Academy 28 2012 Antalya, Turchia Terra rossa $10,000 Singolare - Doppio                       | Laura-Ioana Andrei Raluca Elena Platon 6–4, 3–6, [10–7]       | Hülya Esen Lütfiye Esen                       | Aminat Kushkhova Ana Konjuh               | Hülya Esen Raluca Elena Platon Patricia Maria Țig Jovana Jakšić                     |
| 12 novembre | Heraklion Hellenic Zeus Circuit 4 2012 Heraklion, Grecia Sintetico $10,000 Singolare - Doppio           | Manon Arcanigioli 7–6(7), 6–3                                 | Imane Maëlle Kocher                           | Başak Eraydın Lena-Marie Hofmann          | Corina Jäger Valentini Grammatikopoulou Marina Kachar Tamara Čurović                |
| 12 novembre | Heraklion Hellenic Zeus Circuit 4 2012 Heraklion, Grecia Sintetico $10,000 Singolare - Doppio           | Başak Eraydın Abbie Myers 6–4, 6–4                            | Tamara Čurović Yana Sizikova                  | Başak Eraydın Lena-Marie Hofmann          | Corina Jäger Valentini Grammatikopoulou Marina Kachar Tamara Čurović                |
| 19 novembre | Toyota Challenger 2012 Toyota, Giappone Sintetico (indoor) $75,000+H Singolare – Doppio                 | Stefanie Vögele 7–6(3), 6–4                                   | Kimiko Date-Krumm                             | Tamarine Tanasugarn Samantha Murray       | Casey Dellacqua Ashleigh Barty Kurumi Nara Nudnida Luangnam                         |
| 19 novembre | Toyota Challenger 2012 Toyota, Giappone Sintetico (indoor) $75,000+H Singolare – Doppio                 | Ashleigh Barty Casey Dellacqua 6–1, 6–2                       | Miki Miyamura Varatchaya Wongteanchai         | Tamarine Tanasugarn Samantha Murray       | Casey Dellacqua Ashleigh Barty Kurumi Nara Nudnida Luangnam                         |
| 19 novembre | Vitality Trophy 2012 Vendryně, Rep. Ceca Cemento (indoor) $15,000 Singolare - Doppio                    | Sandra Záhlavová 7–6(1), 6–0                                  | Renata Voráčová                               | Tereza Smitková Jesika Malečková          | Petra Krejsová Eva Rutarová Lenka Juríková Pernilla Mendesová                       |
| 19 novembre | Vitality Trophy 2012 Vendryně, Rep. Ceca Cemento (indoor) $15,000 Singolare - Doppio                    | Jesika Malečková Kateřina Vaňková 7–6(2), 6–2                 | Martina Kubičíková Tereza Smitková            | Tereza Smitková Jesika Malečková          | Petra Krejsová Eva Rutarová Lenka Juríková Pernilla Mendesová                       |
| 19 novembre | Torneo Internacional Ciudad de Vall de Uxò 2012 Vallduxo, Spagna Terra rossa $10,000 Singolare - Doppio | Sara Sorribes Tormo 6–1, 6–1                                  | Olga Sáez Larra                               | Yana Sizikova Giulia Sussarello           | Carolina Prats-Millán Jade Windley Ivonne Cavallé-Reimers Arabela Fernández Rabener |
| 19 novembre | Torneo Internacional Ciudad de Vall de Uxò 2012 Vallduxo, Spagna Terra rossa $10,000 Singolare - Doppio | Yana Sizikova Jade Windley 6–4, 6–3                           | Katharina Negrin Ksenija Sharifova            | Yana Sizikova Giulia Sussarello           | Carolina Prats-Millán Jade Windley Ivonne Cavallé-Reimers Arabela Fernández Rabener |
| 19 novembre | GD Tennis Academy 29 2012 Antalya, Turchia Terra rossa $10,000 Singolare - Doppio                       | Jovana Jakšić 6–2, 6–0                                        | Laura-Ioana Andrei                            | Viktorija Tomova Natalija Kostić          | Anastasia Vdovenco Natia Gegia Julija Stamatova Elisabeth Fournier                  |
| 19 novembre | GD Tennis Academy 29 2012 Antalya, Turchia Terra rossa $10,000 Singolare - Doppio                       | Elena-Teodora Cadar Natalija Kostić 6–2, 6–4                  | Georgia Brescia Theresa Kleinsteuber          | Viktorija Tomova Natalija Kostić          | Anastasia Vdovenco Natia Gegia Julija Stamatova Elisabeth Fournier                  |
| 19 novembre | ITF Women's Circuit Barranquilla 2012 Barranquilla, Colombia Terra rossa $10,000 Singolare - Doppio     | Andrea Koch Benvenuto 7–6(4), 6–0                             | Karolina Nowak                                | Ingrid Várgas Calvo Nadia Echeverria Alam | Veronica Corning Naomi Totka Libby Muma Blair Shankle                               |
| 19 novembre | ITF Women's Circuit Barranquilla 2012 Barranquilla, Colombia Terra rossa $10,000 Singolare - Doppio     | Nadia Echeverria Alam Blair Shankle 7–5, 7–6(1)               | María Paulina Pérez García Paula Pérez García | Ingrid Várgas Calvo Nadia Echeverria Alam | Veronica Corning Naomi Totka Libby Muma Blair Shankle                               |
| 19 novembre | ITF Women's Circuit Temuco 2012 Temuco, Cile Terra rossa $10,000 Singolare - Doppio                     | Vanesa Furlanetto 6–3, 1–0, rit.                              | María Fernanda Álvarez Terán                  | Ana Sofía Sánchez Carla Forte             | Daniela Seguel Carolina Zeballos Carla Lucero Camila Giangreco Campiz               |
| 19 novembre | ITF Women's Circuit Temuco 2012 Temuco, Cile Terra rossa $10,000 Singolare - Doppio                     | Victoria Bosio Daniela Seguel 6–4, 6–2                        | Sachie Ishizu Daniela Schippers               | Ana Sofía Sánchez Carla Forte             | Daniela Seguel Carolina Zeballos Carla Lucero Camila Giangreco Campiz               |
| 26 novembre | GD Tennis Academy 30 2012 Antalya, Turchia Terra rossa $10,000 Singolare - Doppio                       | Marie Benoît 6–3, 6–2                                         | Laura-Ioana Andrei                            | Kathinka von Deichmann Viktorija Tomova   | Aminat Kushkhova Tamara Čurović Sofia Kvatsabaia Ana Bogdan                         |
| 26 novembre | GD Tennis Academy 30 2012 Antalya, Turchia Terra rossa $10,000 Singolare - Doppio                       | Evgenija Paškova Anastasіja Vasyl'jeva 4–6, 6–3, [10–2]       | Laura-Ioana Andrei Janina Toljan              | Kathinka von Deichmann Viktorija Tomova   | Aminat Kushkhova Tamara Čurović Sofia Kvatsabaia Ana Bogdan                         |
| 26 novembre | Chang ITF Thailand Pro Circuit Bangkok 4 2012 Bangkok, Thailandia Cemento $10,000 Singolare - Doppio    | Qiang Wang 6–2, 6–1                                           | Nungnadda Wannasuk                            | Lee Ye-ra Jeannine Prentner               | Kim Na-ri Tereza Malíková Katharina Lehnert Chan Wing-yau                           |
| 26 novembre | Chang ITF Thailand Pro Circuit Bangkok 4 2012 Bangkok, Thailandia Cemento $10,000 Singolare - Doppio    | Kim Na-ri Lee Ye-ra 6–1, 4–6, [10–7]                          | Napatsakorn Sankaew Yang Chia-hsien           | Lee Ye-ra Jeannine Prentner               | Kim Na-ri Tereza Malíková Katharina Lehnert Chan Wing-yau                           |
| 26 novembre | Al Habtoor Tennis Challenge 2012 Dubai, Emirati Arabi Uniti Cemento $75,000 Singolare – Doppio          | Kimiko Date-Krumm 6–1, 3–6, 6–4                               | Julija Putinceva                              | Zhou Yimiao Kristýna Plíšková             | Kurumi Nara Karolína Plíšková Nina Bratčikova Elina Svitolina                       |
| 26 novembre | Al Habtoor Tennis Challenge 2012 Dubai, Emirati Arabi Uniti Cemento $75,000 Singolare – Doppio          | Maria Elena Camerin Vera Duševina 7–5, 6–3                    | Eva Hrdinová Karolína Plíšková                | Zhou Yimiao Kristýna Plíšková             | Kurumi Nara Karolína Plíšková Nina Bratčikova Elina Svitolina                       |
| 26 novembre | ITF Women's Circuit Kolkata 2012 Calcutta, India Cemento $10,000 Singolare - Doppio                     | Katherine Ip 2–6, 6–3, 6–3                                    | Rishika Sunkara                               | Shweta Rana Prarthana Thombare            | Eetee Maheta Ankita Raina Prerna Bhambri Rutuja Bhosale                             |
| 26 novembre | ITF Women's Circuit Kolkata 2012 Calcutta, India Cemento $10,000 Singolare - Doppio                     | Arantxa Andrady Kyra Shroff 6–4, 6–4                          | Rutuja Bhosale Rishika Sunkara                | Shweta Rana Prarthana Thombare            | Eetee Maheta Ankita Raina Prerna Bhambri Rutuja Bhosale                             |
| 26 novembre | ITF Women's Circuit Santiago 2 2012 Santiago, Cile Terra rossa $25,000 Singolare - Doppio               | Paula Cristina Gonçalves 0–6, 6–3, 6–4                        | Julia Cohen                                   | María Irigoyen Verónica Cepede Royg       | Anne Schäfer Ana-Clara Duarte Catalina Pella Macarena Olivares López                |
| 26 novembre | ITF Women's Circuit Santiago 2 2012 Santiago, Cile Terra rossa $25,000 Singolare - Doppio               | Mailen Auroux María Irigoyen 6–4, 6–2                         | Paula Cristina Gonçalves Roxane Vaisemberg    | María Irigoyen Verónica Cepede Royg       | Anne Schäfer Ana-Clara Duarte Catalina Pella Macarena Olivares López                |
| 26 novembre | PGN International Tennis Tournament 2 2012 Giacarta, Indonesia Cemento $10,000 Singolare - Doppio       | Juan Ting-fei 6–3, 6–2                                        | Hsu Ching-wen                                 | Ayu Fani Damayanti Akari Inoue            | Yumi Miyazaki Yumi Nakano Voni Darlina Lee So-ra                                    |
| 26 novembre | PGN International Tennis Tournament 2 2012 Giacarta, Indonesia Cemento $10,000 Singolare - Doppio       | Choi Ji-hee Akari Inoue 6–3, 6–4                              | Juan Ting-fei Yuka Higuchi                    | Ayu Fani Damayanti Akari Inoue            | Yumi Miyazaki Yumi Nakano Voni Darlina Lee So-ra                                    |

## Dicembre
| Settimana   | Torneo                                                                                               | Vincitori                                              | Finalisti                             | Semifinalisti                         | Eliminati ai quarti                                                           |
| ----------- | --- | ------------------------------------------------------ | ------------------------------------- | ------------------------------------- | ----------------------------------------------------------------------------- |
| 3 dicembre  | GD Tennis Academy 31 2012 Antalya, Turchia Terra rossa $10,000 Singolare - Doppio                    | Denisa Allertová 5–7, 7–5, 6–1                         | Natalija Kostić                       | Marie Benoît Ellen Allgurin           | Anastasіja Vasyl'jeva Ilka Csoregi Clothilde de Bernardi Ioana Loredana Roșca |
| 3 dicembre  | GD Tennis Academy 31 2012 Antalya, Turchia Terra rossa $10,000 Singolare - Doppio                    | Yuliya Kalabina Sviatlana Pirazhenka 6–3, 7–5          | Manon Arcangioli Laëtitia Sarrazin    | Marie Benoît Ellen Allgurin           | Anastasіja Vasyl'jeva Ilka Csoregi Clothilde de Bernardi Ioana Loredana Roșca |
| 3 dicembre  | Chang ITF Thailand Pro Circuit Bangkok 5 2012 Bangkok, Thailandia Cemento $10,000 Singolare - Doppio | Qiang Wang 4–6, 6–3, 6–4                               | Wen Xin                               | Lee Ye-ra Shiho Akita                 | Oleksandra Korashvili Tang Haochen Nungnadda Wannasuk Wang Yafan              |
| 3 dicembre  | Chang ITF Thailand Pro Circuit Bangkok 5 2012 Bangkok, Thailandia Cemento $10,000 Singolare - Doppio | Wang Yafan Wen Xin 7–5, 7–5                            | Kim Na-ri Lee Ye-ra                   | Lee Ye-ra Shiho Akita                 | Oleksandra Korashvili Tang Haochen Nungnadda Wannasuk Wang Yafan              |
| 3 dicembre  | TSA NWU-Pukke 2012 Potchefstroom, Sudafrica Cemento $10,000 Singolare - Doppio                       | Chanel Simmonds 6–1, 6–4                               | Keren Shlomo                          | Zarah Razafimahatratra Lynn Kiro      | Estelle Cascino Vanja Klarić Lee Or Léa Tholey                                |
| 3 dicembre  | TSA NWU-Pukke 2012 Potchefstroom, Sudafrica Cemento $10,000 Singolare - Doppio                       | Kim Grajdek Keren Shlomo 2–6, 6–4, [10–8]              | Lynn Kiro Zarah Razafimahatratra      | Zarah Razafimahatratra Lynn Kiro      | Estelle Cascino Vanja Klarić Lee Or Léa Tholey                                |
| 3 dicembre  | Sportama International Tennis Tournament 2012 Giacarta, Indonesia Cemento $10,000 Singolare - Doppio | Lu Jiajing 1–6, 6–4, 7–5                               | Ayu Fani Damayanti                    | Yuka Higuchi Akari Inoue              | Yumi Miyazaki Lavinia Tananta Hsu Ching-wen Yumi Nakano                       |
| 3 dicembre  | Sportama International Tennis Tournament 2012 Giacarta, Indonesia Cemento $10,000 Singolare - Doppio | Ayu Fani Damayanti Lavinia Tananta 6–3, 6(9)–7, [10–6] | Lu Jiajing Lu Jiaxiang                | Yuka Higuchi Akari Inoue              | Yumi Miyazaki Lavinia Tananta Hsu Ching-wen Yumi Nakano                       |
| 10 dicembre | GD Tennis Academy 32 2012 Antalya, Turchia Terra rossa $10,000 Singolare - Doppio                    | Viktorija Kan 6–3, 7–5                                 | Anastasіja Vasyl'jeva                 | Irina Ramialison Ioana Loredana Roșca | Daria Mironova Tamara Bizhukova Kateřina Kramperová Ksenia Palkina            |
| 10 dicembre | GD Tennis Academy 32 2012 Antalya, Turchia Terra rossa $10,000 Singolare - Doppio                    | Justine De Sutter Katerina Stewart 7–5, 6–4            | Irina Maria Bara Ioana Loredana Roșca | Irina Ramialison Ioana Loredana Roșca | Daria Mironova Tamara Bizhukova Kateřina Kramperová Ksenia Palkina            |
| 10 dicembre | Chang ITF Thailand Pro Circuit Bangkok 6 2012 Bangkok, Thailandia Cemento $10,000 Singolare - Doppio | Nungnadda Wannasuk 6–3, 6–1                            | Wang Yafan                            | Deniz Khazaniuk Oleksandra Korashvili | Mana Ayukawa Katharina Lehnert Wu Ho-ching Chan Wing-yau                      |
| 10 dicembre | Chang ITF Thailand Pro Circuit Bangkok 6 2012 Bangkok, Thailandia Cemento $10,000 Singolare - Doppio | Wang Yafan Wen Xin 6–0, 6–3                            | Huỳnh Phương Đài Trang Li Yihong      | Deniz Khazaniuk Oleksandra Korashvili | Mana Ayukawa Katharina Lehnert Wu Ho-ching Chan Wing-yau                      |
| 10 dicembre | ITF Djibouti Open 2012 Gibuti, Djibouti Cemento $10,000 Singolare - Doppio                           | Yana Sizikova 6–2, 4–6, 6–4                            | Anna Floris                           | Melanie Klaffner Anita Husarić        | Shweta Rana Chloé Paquet Amandine Hesse Margarita Lazareva                    |
| 10 dicembre | ITF Djibouti Open 2012 Gibuti, Djibouti Cemento $10,000 Singolare - Doppio                           | Diana Bogoliy Yana Sizikova 6–3, 3–6, [10–8]           | Amandine Hesse Chloé Paquet           | Melanie Klaffner Anita Husarić        | Shweta Rana Chloé Paquet Amandine Hesse Margarita Lazareva                    |
| 10 dicembre | RVTA NWU-Pukke 2012 Potchefstroom, Sudafrica Cemento $10,000 Singolare - Doppio                      | Zarah Razafimahatratra 7–6(5), 6–0                     | Estelle Cascino                       | Ilze Hattingh Stephanie Kent          | Chanel Simmonds Léa Tholey Valeria Bhunu Lynn Kiro                            |
| 10 dicembre | RVTA NWU-Pukke 2012 Potchefstroom, Sudafrica Cemento $10,000 Singolare - Doppio                      | Lynn Kiro Zarah Razafimahatratra Walkover              | Kim Grajdek Keren Shlomo              | Ilze Hattingh Stephanie Kent          | Chanel Simmonds Léa Tholey Valeria Bhunu Lynn Kiro                            |
| 17 dicembre | GD Tennis Academy 33 2012 Antalya, Turchia Terra rossa $10,000 Singolare - Doppio                    | Irina Ramialison 6–1, 2–6, 6–0                         | Isabella Šinikova                     | Manon Arcangioli Viktorija Kan        | Tamara Bizhukova Hülya Esen Katerina Stewart Clothilde de Bernardi            |
| 17 dicembre | GD Tennis Academy 33 2012 Antalya, Turchia Terra rossa $10,000 Singolare - Doppio                    | Anastasia Grymalska Julija Stamatova 6–2, 3–6, [10–8]  | Justine De Sutter Katerina Stewart    | Manon Arcangioli Viktorija Kan        | Tamara Bizhukova Hülya Esen Katerina Stewart Clothilde de Bernardi            |
| 17 dicembre | Ankara Cup 2012 Ankara, Turchia Cemento (indoor) $50,000 Singolare - Doppio                          | Ana Savić 5–7, 6–3, 6–4                                | Mónica Puig                           | Marta Sirotkina Aleksandra Krunić     | Mandy Minella Danka Kovinić Margarita Gasparjan Akgul Amanmuradova            |
| 17 dicembre | Ankara Cup 2012 Ankara, Turchia Cemento (indoor) $50,000 Singolare - Doppio                          | Magda Linette Katarzyna Piter 6–2, 6–2                 | Iryna Burjačok Valerija Solov'ëva     | Marta Sirotkina Aleksandra Krunić     | Mandy Minella Danka Kovinić Margarita Gasparjan Akgul Amanmuradova            |
| 17 dicembre | ITF Djibouti Open 2 2012 Gibuti, Djibouti Cemento $10,000 Singolare - Doppio                         | Melanie Klaffner 4–6, 7–5, 6–2                         | Amandine Hesse                        | Anna Floris Margarita Lazareva        | Shweta Rana Chloé Paquet Yana Sizikova Diana Bogoliy                          |
| 17 dicembre | ITF Djibouti Open 2 2012 Gibuti, Djibouti Cemento $10,000 Singolare - Doppio                         | Diana Bogoliy Yana Sizikova 5–7, 6–4, [10–4]           | Amandine Hesse Chloé Paquet           | Anna Floris Margarita Lazareva        | Shweta Rana Chloé Paquet Yana Sizikova Diana Bogoliy                          |
| 24 dicembre | ITF Women's Circuit Istanbul 5 2012 Istanbul, Turchia Cemento (indoor) $10,000 Singolare - Doppio    | Isabella Šinikova 6–4, 6–2                             | İpek Soylu                            | Hülya Esen Borislava Botusharova      | Sandra Hönigová Polina Lejkina Sofia Kvatsabaia Eri Hozumi                    |
| 24 dicembre | ITF Women's Circuit Istanbul 5 2012 Istanbul, Turchia Cemento (indoor) $10,000 Singolare - Doppio    | Lіdzіja Marozava Ekaterina Jašina 6–3, 6–2             | Ekaterine Gorgodze Sofia Kvatsabaia   | Hülya Esen Borislava Botusharova      | Sandra Hönigová Polina Lejkina Sofia Kvatsabaia Eri Hozumi                    |
| 24 dicembre | Sergei Maximov Memorial 2012 San Pietroburgo, Russia Sinetico (indoor) $10,000 Singolare - Doppio    | Regina Kulikova 6–0, 5–7, 6–4                          | Anastasіja Vasyl'jeva                 | Yuliya Kalabina Alina Silich          | Kacjaryna Dzehalevič Ganna Piven Ksenia Kirillova Anastasia Frolova           |
| 24 dicembre | Sergei Maximov Memorial 2012 San Pietroburgo, Russia Sinetico (indoor) $10,000 Singolare - Doppio    | Alexandra Artamonova Kacjaryna Dzehalevič 6–0, 6–2     | Yuliya Kalabina Anastasіja Vasyl'jeva | Yuliya Kalabina Alina Silich          | Kacjaryna Dzehalevič Ganna Piven Ksenia Kirillova Anastasia Frolova           |
| 24 dicembre | LIC ITF Women's Tennis Championships 2012 Pune, India Cemento $25,000 Singolare - Doppio             | Tadeja Majerič 6–2, 6–4                                | Başak Eraydın                         | Nina Bratčikova Keren Shlomo          | Noppawan Lertcheewakarn Sun Shengnan Lu Jiajing Ilona Kramen'                 |
| 24 dicembre | LIC ITF Women's Tennis Championships 2012 Pune, India Cemento $25,000 Singolare - Doppio             | Tadeja Majerič Conny Perrin 3–6, 7–5, [10–6]           | Lu Jiajing Lu Jiaxiang                | Nina Bratčikova Keren Shlomo          | Noppawan Lertcheewakarn Sun Shengnan Lu Jiajing Ilona Kramen'                 |